# Heevattnet
Heevattnet är en sjö i Munkedals kommun i Bohuslän och ingår i Örekilsälvens huvudavrinningsområde. Sjön är 4,8 meter djup, har en yta på 0,101 kvadratkilometer och är belägen 81,1 meter över havet.

## Delavrinningsområde
Heevattnet ingår i det delavrinningsområde (649838-125866) som SMHI kallar för Utloppet av Kärnsjön. Medelhöjden är 99 meter över havet och ytan är 56,13 kvadratkilometer. Räknas de 42 avrinningsområdena uppströms in blir den ackumulerade arean 714,22 kvadratkilometer. Avrinningsområdets utflöde Örekilsälven mynnar i havet. Avrinningsområdet består mestadels av skog (65 procent) och jordbruk (12 procent). Avrinningsområdet har 7,33 kvadratkilometer vattenytor vilket ger det en sjöprocent på 13 procent.